# Wiadukt Franowo w Poznaniu
Wiadukt Franowo w Poznaniu – wiadukt drogowy nad linią kolejową Poznań Główny-Poznań Franowo, w granicach administracyjnych miasta Poznania. Położony w bliskim sąsiedztwie stacji kolejowej Poznań Franowo. Znajduje się w ciągu ul. Bolesława Krzywoustego tzw. Trasy Katowickiej. Łączy Franowo ze Szczepankowem, w ramach Nowego Miasta.

## Historia
Wybudowany jako wiadukt żelbetowy przez Przedsiębiorstwo Robót Kolejowych Nr 10 (konstrukcja i wykończenie) oraz Przedsiębiorstwo Robót Kolejowych Nr 15 w Warszawie (roboty palowe). Podczas budowy Trasy Katowickiej był to obiekt inżynieryjny budowany z opóźnieniem półrocznym (budowę wiaduktu rozpoczęto w drugiej połowie 1975), podczas gdy inne fragmenty trasy budowano z wyprzedzeniem harmonogramu. W związku z tym Trasę Katowicką otwarto dopiero po ukończeniu jednej z nitek wiaduktu 29 grudnia 1976. W całości wiadukt ukończono pod koniec maja 1977. Próby obciążeń wykonywano na jednym z przęseł wiaduktu przy użyciu 6 samochodów z ładunkiem o ciężarze 25 ton każdy.
Wiadukt był remontowany w latach 2007-2008. Generalnym wykonawcą inwestycji było Przedsiębiorstwo Usług Technicznych Intercor Sp. z o.o. Prace rozpoczęły się w lutym 2007. Najpierw zmodernizowana została nitka zachodnia (ruch w obie strony odbywał się po nitce wschodniej), a od 7 grudnia 2007 rozpoczęły się prace na nitce wschodniej (ruch kołowy przeniesiono na nitkę zachodnią). Remont wiaduktu nie wpłynął na ograniczenie funkcjonowania stacji Poznań Franowo. 30 maja 2008 zakończono całkowitą modernizację wiaduktu, a dzień później oddano obiekt do użytku kierowcom. Realizacja remontu odbyła się przy wsparciu środków unijnych.

## Galeria

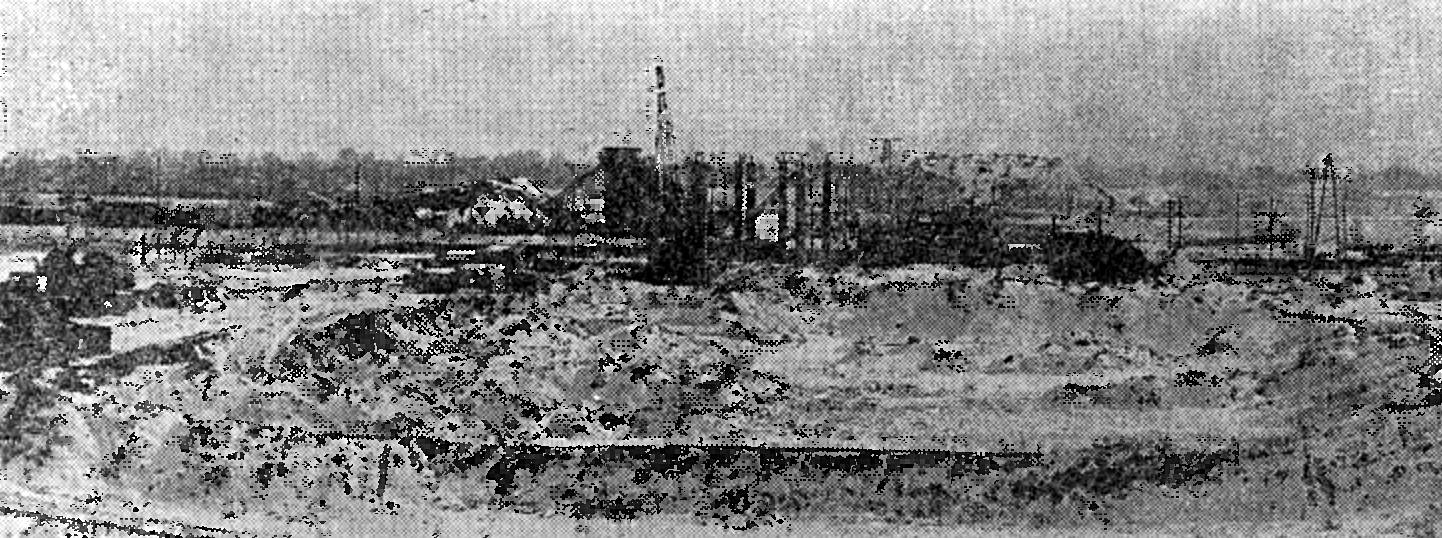
Początek budowy wiaduktu (1975)
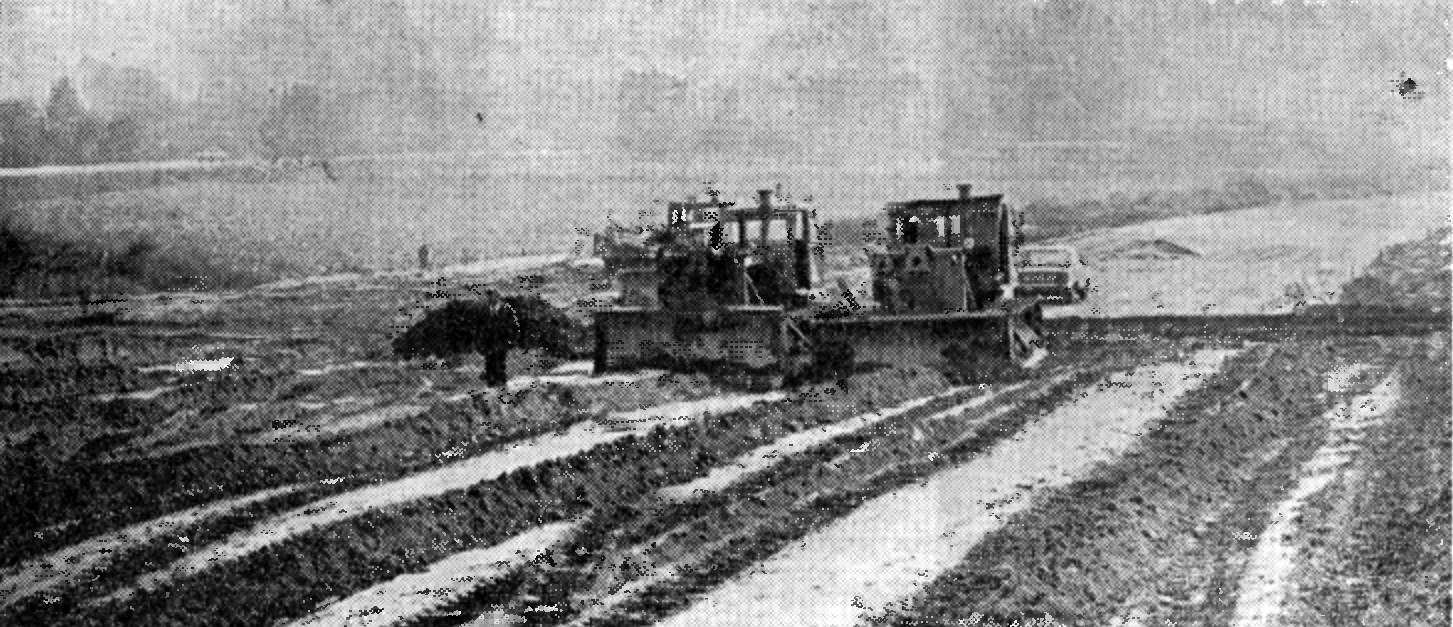
Roboty ziemne na dojeździe do wiaduktu franowskiego od ul. Okólnej (październik 1976)